# جو مولوي
جو مولوي (بالإنجليزية: Joe Molloy)‏ هو مدرس أمريكي، ولد في 13 مارس 1961.